# Up! Tour
L'Up! Tour è stata la seconda tournée di concerti della cantante country e pop canadese Shania Twain. Il tour fu intrapreso a sostegno del suo quarto album Up! del 2002. Con questo tour, la star canadese si esibì in Europa e in Nord America. Mentre durante il precedente Come on Over Tour la cantante canadese si era esibita nelle Isole Britanniche, con questo tour Shania Twain cantò per la prima volta in concerto in molti altri Paesi europei. Secondo Billboard, il tour ricavò 87 milioni di dollari da 96 concerti tra il 2003 e il 2004.

## Artisti di apertura
- Emerson Drive (Nord America)
- James Otto (Nord America)
- Björn Againe (Europa)

## Scaletta

### Nord America
2003
1. "Man! I Feel like a Woman!"
2. "Up!"
3. "Honey, I'm Home"
4. "C'est la vie"
5. "Forever and for Always"
6. "I'm Not In The Mood (To Say No)!" 1
7. "She's Not Just a Pretty Face"
8. "Don't Be Stupid (You Know I Love You)"
9. "When You Kiss Me" 1
10. "Love Gets Me Every Time"
11. "Whose Bed Have Your Boots Been Under?"
12. "From This Moment On" 1
13. "No One Needs to Know" 1
14. "Thank You Baby! (for Makin' Someday Come So Soon)" 1
15. "The Woman in Me (Needs the Man in You)"
16. "That Don't Impress Me Much"
17. "What A Way To Wanna Be!"
18. Medley:
  - "When"
  - "You Win My Love"
  - "Come on Over"
  - "I'm Holdin' on to Love (to Save My Life)"
19. "I'm Gonna Getcha Good!"
20. "Nah!" 1
21. "In My Car (I'll Be The Driver)"
22. "(If You're Not in It for Love) I'm Outta Here!"
23. "You're Still the One"
24. "Any Man of Mine"
25. "Rock This Country!"

2004
1. "Man! I Feel like a Woman!
2. "Up!
3. "Honey, I'm Home
4. "Don't Be Stupid (You Know I Love You)
5. "Whose Bed Have Your Boots Been Under?
6. "Forever and for Always
7. "She's Not Just a Pretty Face
8. "What A Way To Wanna Be! 1
9. Medley:
  - "When"
  - "You Win My Love"
  - "Come on Over"
  - "I'm Holdin' on to Love (to Save My Life)"
10. "The Woman in Me (Needs the Man in You)"
11. "That Don't Impress Me Much"
12. "I'm Gonna Getcha Good!"
13. "Nah!" 1
14. "You're Still the One"
15. "(If You're Not in It for Love) I'm Outta Here!"
16. "Any Man of Mine"
17. "Rock This Country!"

1 interpretata solo ad alcuni concerti

### Europa
1. "Man! I Feel like a Woman!"
2. "Up!"
3. "Honey, I'm Home"
4. "C'est la vie"
5. "She's Not Just a Pretty Face"
6. "Don't Be Stupid (You Know I Love You)"
7. "When You Kiss Me"
8. "Whose Bed Have Your Boots Been Under?"
9. "Forever and for Always"
10. "Ka-Ching!"
11. "What A Way To Wanna Be!"
12. Medley:
  - "When"
  - "You Win My Love"
  - "Come on Over"
  - "I'm Holdin' on to Love (to Save My Life)"
13. "Thank You Baby! (for Makin' Someday Come So Soon)"
14. "The Woman in Me (Needs the Man in You)"
15. "That Don't Impress Me Much"
16. "I'm Gonna Getcha Good!"
17. "In My Car (I'll Be The Driver)"
18. "(If You're Not in It for Love) I'm Outta Here!"
19. "You're Still the One"
20. "Any Man of Mine"
21. "Rock This Country!"

## Band
- Marc Muller – pedal steel guitar, steel guitar
- Randal Walker – chitarra
- Brent Barcus – chitarra
- Andy Cichon – basso
- J. D. Blaire – batteria
- Roddy Chong – violino, chitarra, mandolino, percussioni
- Allison Cornell – violino, tastiere, mandolino
- Hardy Hemphill – tastiere, percussioni, armonica, fisarmonica
- Cory Churko – chitarra, violino

## Date del tour
| Data              | Città                | Paese                 | Location                                  | Biglietti venduti/ disponibili | Incasso    |
| ----------------- | -------------------- | --------------------- | ----------------------------------------- | ------------------------------ | ---------- |
| Nord America      |                      |                       |                                           |                                |            |
| 25 settembre 2003 | Hamilton             | Canada                | Copps Coliseum                            | 18,573 / 18,573                |            |
| 27 settembre 2003 | Ottawa               | Canada                | Corel Centre                              |                                |            |
| 29 settembre 2003 | Pittsburgh           | Stati Uniti d'America | Mellon Arena                              | 12,950 / 13,210                | $841,755   |
| 30 settembre 2003 | Buffalo              | Stati Uniti d'America | HSBC Arena                                | 15,353 / 19,968                | $948,735   |
| 2 ottobre 2003    | Toronto              | Canada                | Air Canada Centre                         | 38,000 / 38,000                |            |
| 3 ottobre 2003    | Toronto              | Canada                | Air Canada Centre                         | 38,000 / 38,000                |            |
| 4 ottobre 2003    | Grand Rapids         | Stati Uniti d'America | Van Andel Arena                           | 12,569 / 12,569                | $807,770   |
| 7 ottobre 2003    | Boston               | Stati Uniti d'America | FleetCenter                               | 17,352 / 17,352                | $1,175,490 |
| 8 ottobre 2003    | East Rutherford      | Stati Uniti d'America | Continental Airlines Arena                | 17,393 / 19,003                | $1,024,590 |
| 10 ottobre 2003   | Filadelfia           | Stati Uniti d'America | Wachovia Center                           | 19,526 / 19,526                | $1,282,240 |
| 11 ottobre 2003   | Albany               | Stati Uniti d'America | Pepsi Arena                               | 15,554 / 15,554                | $1,055,175 |
| 12 ottobre 2003   | Uniondale            | Stati Uniti d'America | Nassau Veterans Memorial Coliseum         | 14,682 / 17,751                | $830,905   |
| 14 ottobre 2003   | New York             | Stati Uniti d'America | Madison Square Garden                     | 15,706 / 19,018                | $871,760   |
| 15 ottobre 2003   | Uncasville           | Stati Uniti d'America | Mohegan Sun Arena                         |                                |            |
| 17 ottobre 2003   | Washington, D.C.     | Stati Uniti d'America | MCI Center                                | 16,672 / 16,969                | $1,129,301 |
| 18 ottobre 2003   | Cleveland            | Stati Uniti d'America | Gund Arena                                | 18,120 / 20,641                | $1,048,235 |
| 21 ottobre 2003   | Indianapolis         | Stati Uniti d'America | Conseco Fieldhouse                        | 16,406 / 18,042                | $671,750   |
| 22 ottobre 2003   | Chicago              | Stati Uniti d'America | United Center                             | 14,567 / 16,951                | $1,034,380 |
| 24 ottobre 2003   | Detroit              | Stati Uniti d'America | The Palace of Auburn Hills                | 40,320 / 40,320                | $2,441,740 |
| 25 ottobre 2003   | Detroit              | Stati Uniti d'America | The Palace of Auburn Hills                | 40,320 / 40,320                | $2,441,740 |
| 27 ottobre 2003   | Madison              | Stati Uniti d'America | Kohl Center                               | 15,940 / 16,712                | $946,922   |
| 28 ottobre 2003   | Saint Paul           | Stati Uniti d'America | Xcel Energy Center                        | 20,554 / 20,554                | $1,200,330 |
| 29 ottobre 2003   | Milwaukee            | Stati Uniti d'America | Bradley Center                            | 14,839 / 18,397                | $776,408   |
| 21 novembre 2003  | Houston              | Stati Uniti d'America | Toyota Center                             | 16,335 / 17,198                | $640,830   |
| 22 novembre 2003  | San Antonio          | Stati Uniti d'America | SBC Center                                | 11,316 / 17,617                | $726,244   |
| 23 novembre 2003  | Dallas               | Stati Uniti d'America | American Airlines Center                  | 15,988 / 16,816                | $807,780   |
| 25 novembre 2003  | Oklahoma City        | Stati Uniti d'America | Ford Center                               | 12,068 / 16,000                | $729,100   |
| 28 novembre 2003  | St. Louis            | Stati Uniti d'America | Savvis Center                             | 18,101 / 21,209                | $789,775   |
| 29 novembre 2003  | Kansas City          | Stati Uniti d'America | Kemper Arena                              | 16,141 / 18,574                | $724,091   |
| 1º dicembre 2003  | Denver               | Stati Uniti d'America | Pepsi Center                              | 16,928 / 16,928                | $996,205   |
| 2 dicembre 2003   | Salt Lake City       | Stati Uniti d'America | Delta Center                              |                                |            |
| 4 dicembre 2003   | Calgary              | Canada                | Pengrowth Saddledome                      | 16,869 / 16,869                | $1,204,909 |
| 5 dicembre 2003   | Edmonton             | Canada                | Rexall Place                              | 16,375 / 16,375                | $1,139,349 |
| 7 dicembre 2003   | Vancouver            | Canada                | Pacific Coliseum                          | 33,396 / 33,396                | $2,350,228 |
| 8 dicembre 2003   | Vancouver            | Canada                | Pacific Coliseum                          | 33,396 / 33,396                | $2,350,228 |
| 11 dicembre 2003  | Portland             | Stati Uniti d'America | Rose Garden                               | 14,091 / 16,697                | $882,455   |
| 13 dicembre 2003  | Sacramento           | Stati Uniti d'America | ARCO Arena                                | 16,519 / 16,519                | $1,172,328 |
| 14 dicembre 2003  | San Jose             | Stati Uniti d'America | HP Pavilion                               | 16,199 / 16,199                | $1,111,660 |
| 16 dicembre 2003  | Anaheim              | Stati Uniti d'America | Arrowhead Pond                            | 15,279 / 15,279                | $948,985   |
| 17 dicembre 2003  | San Diego            | Stati Uniti d'America | Cox Arena at Aztec Bowl                   | 10,267 / 11,471                | $686,840   |
| 19 dicembre 2003  | Phoenix              | Stati Uniti d'America | America West Arena                        | 15,736 / 15,736                | $1,120,175 |
| 20 dicembre 2003  | Las Vegas            | Stati Uniti d'America | Mandalay Bay Events Center                |                                |            |
| Europa            |                      |                       |                                           |                                |            |
| 11 febbraio 2004  | Parigi               | Francia               | Palais Omnisports de Paris-Bercy          |                                |            |
| 13 febbraio 2004  | Sheffield            | Regno Unito           | Hallam FM Arena                           |                                |            |
| 14 febbraio 2004  | Newcastle            | Regno Unito           | Telewest Arena                            |                                |            |
| 16 febbraio 2004  | Londra               | Regno Unito           | Wembley Arena                             |                                |            |
| 17 febbraio 2004  | Londra               | Regno Unito           | Wembley Arena                             |                                |            |
| 19 febbraio 2004  | Belfast              | Regno Unito           | Odyssey Arena                             |                                |            |
| 20 febbraio 2004  | Belfast              | Regno Unito           | Odyssey Arena                             |                                |            |
| 22 febbraio 2004  | Glasgow              | Regno Unito           | Scottish Exhibition and Conference Centre |                                |            |
| 23 febbraio 2004  | Birmingham           | Regno Unito           | National Exhibition Centre                |                                |            |
| 26 febbraio 2004  | Manchester           | Regno Unito           | Manchester Evening News Arena             |                                |            |
| 28 febbraio 2004  | Amburgo              | Germania              | Color Line Arena                          |                                |            |
| 1º marzo 2004     | Stoccarda            | Germania              | Hanns-Martin-Schleyer-Halle               |                                |            |
| 2 marzo 2004      | Monaco di Baviera    | Germania              | Olympiahalle                              |                                |            |
| 4 marzo 2004      | Rotterdam            | Paesi Bassi           | The Ahoy                                  |                                |            |
| 5 marzo 2004      | Rotterdam            | Paesi Bassi           | The Ahoy                                  |                                |            |
| 7 marzo 2004      | Birmingham           | Regno Unito           | National Exhibition Centre                |                                |            |
| 8 marzo 2004      | Sheffield            | Regno Unito           | Hallam FM Arena                           |                                |            |
| 10 marzo 2004     | Glasgow              | Regno Unito           | Scottish Exhibition and Conference Centre |                                |            |
| 11 marzo 2004     | Newcastle            | Regno Unito           | Telewest Arena                            |                                |            |
| 14 marzo 2004     | Stoccolma            | Svezia                | Stockholm Globe Arena                     |                                |            |
| 16 marzo 2004     | Helsinki             | Finlandia             | Hartwall Arena                            |                                |            |
| 18 marzo 2004     | Oslo                 | Norvegia              | Oslo Spektrum                             |                                |            |
| 20 marzo 2004     | Berlino              | Germania              | Max-Schmeling-Halle                       |                                |            |
| 22 marzo 2004     | Vienna               | Austria               | Wiener Stadthalle                         |                                |            |
| 23 marzo 2004     | Monaco di Baviera    | Germania              | Olympiahalle                              |                                |            |
| 25 marzo 2004     | Francoforte sul Meno | Germania              | Festhalle Frankfurt                       |                                |            |
| 26 marzo 2004     | Francoforte sul Meno | Germania              | Festhalle Frankfurt                       |                                |            |
| 29 marzo 2004     | Colonia              | Germania              | Kölnarena                                 |                                |            |
| 30 marzo 2004     | Anversa              | Belgio                | Sportpaleis                               |                                |            |
| Nord America      |                      |                       |                                           |                                |            |
| 19 aprile 2004    | Pensacola            | Stati Uniti d'America | Pensacola Civic Center                    |                                |            |
| 23 aprile 2004    | Atlanta              | Stati Uniti d'America | Philips Arena                             | 15,779 / 17,992                | $954,666   |
| 24 aprile 2004    | Knoxville            | Stati Uniti d'America | Thompson–Boling Arena                     | 12,247 / 12,950                | $746,515   |
| 27 aprile 2004    | North Charleston     | Stati Uniti d'America | North Charleston Coliseum                 |                                |            |
| 28 aprile 2004    | Columbia             | Stati Uniti d'America | Colonial Center                           |                                |            |
| 30 maggio 2004    | Charlotte            | Stati Uniti d'America | Charlotte Coliseum                        | 10,000 / 23,000                |            |
| 1º maggio 2004    | Raleigh              | Stati Uniti d'America | RBC Center                                |                                |            |
| 4 maggio 2004     | Richmond             | Stati Uniti d'America | Richmond Coliseum                         | 10,813 / 10,813                | $672,460   |
| 5 maggio 2004     | Uncasville           | Stati Uniti d'America | Mohegan Sun Arena                         |                                |            |
| 6 maggio 2004     | Montréal             | Canada                | Bell Centre                               | 18,092 / 18,092                | $1,219,545 |
| 8 maggio 2004     | Québec               | Canada                | Colisée Pepsi                             | 12,287 / 13,000                | $833,338   |
| 10 maggio 2004    | London               | Canada                | John Labatt Centre                        | 10,269 / 10,269                | $781,589   |
| 11 maggio 2004    | London               | Canada                | John Labatt Centre                        |                                |            |
| 13 maggio 2004    | Charleston           | Stati Uniti d'America | Charleston Civic Center                   | 9,209 / 12,855                 | $508,055   |
| 14 maggio 2004    | Fort Wayne           | Stati Uniti d'America | Allen County War Memorial Coliseum        |                                |            |
| 16 maggio 2004    | Grand Rapids         | Stati Uniti d'America | Van Andel Arena                           | 12,450 / 12,450                | $822,580   |
| 19 maggio 2004    | Louisville           | Stati Uniti d'America | Freedom Hall                              | 16,246 / 18,120                | $659,760   |
| 21 maggio 2004    | Columbus             | Stati Uniti d'America | Value City Arena                          | 17,359 / 17,359                | $875,410   |
| 22 maggio 2004    | Cincinnati           | Stati Uniti d'America | U.S. Bank Arena                           | 16,220 / 17,838                | $819,950   |
| 24 maggio 2004    | Moline               | Stati Uniti d'America | The MARK of the Quad Cities               | 11,016 / 11,016                | $782,215   |
| 25 maggio 2004    | Omaha                | Stati Uniti d'America | Qwest Center                              | 16,208 / 16,208                | $1,110,670 |
| 3 giugno 2004     | Ashwaubenon          | Stati Uniti d'America | Resch Center                              | 10,019 / 10,019                | $776,255   |
| 4 giugno 2004     | Saint Paul           | Stati Uniti d'America | Xcel Energy Center                        | 16,277 / 16,277                | $1,199,355 |
| 5 giugno 2004     | Fargo                | Stati Uniti d'America | Fargodome                                 | 13,791 / 17,500                | $861,575   |
| 8 giugno 2004     | Winnipeg             | Canada                | Winnipeg Arena                            | 15,028 / 15,028                | $1,031,442 |
| 9 giugno 2004     | Saskatoon            | Canada                | Saskatchewan Place                        | 22,868 / 22,868                | $1,580,249 |
| 11 giugno 2004    | Saskatoon            | Canada                | Saskatchewan Place                        | 22,868 / 22,868                | $1,580,249 |
| 12 giugno 2004    | Edmonton             | Canada                | Rexall Place                              | 12,159 / 12,159                | $825,270   |
| 14 giugno 2004    | Calgary              | Canada                | Pengrowth Saddledome                      | 14,268 / 14,268                | $977,606   |
| 17 giugno 2004    | Vancouver            | Canada                | Pacific Coliseum                          | 12,203 / 12,203                | $820,047   |
| 18 giugno 2004    | Seattle              | Stati Uniti d'America | KeyArena                                  | 13,946 / 13,946                | $920,535   |
| 19 giugno 2004    | Spokane              | Stati Uniti d'America | Spokane Veterans Memorial Arena           | 11,755 / 11,755                | $803,655   |
| 22 giugno 2004    | Fresno               | Stati Uniti d'America | Save Mart Center                          | 15,024 / 15,024                | $1,080,544 |
| 23 giugno 2004    | Los Angeles          | Stati Uniti d'America | Staples Center                            | 16,547 / 17,515                | $905,928   |
| 26 giugno 2004    | Lubbock              | Stati Uniti d'America | United Spirit Arena                       |                                |            |
| 29 giugno 2004    | New Orleans          | Stati Uniti d'America | New Orleans Arena                         | 14,423 / 15,800                | $908,080   |
| 30 giugno 2004    | Birmingham           | Stati Uniti d'America | BJCC Arena                                |                                |            |
| 2 luglio 2004     | Greenville           | Stati Uniti d'America | BI-LO Center                              | 14,178 / 15,000                | $523,055   |
| 6 luglio 2004     | Orlando              | Stati Uniti d'America | TD Waterhouse Centre                      |                                |            |
| 7 luglio 2004     | Jacksonville         | Stati Uniti d'America | Jacksonville Veterans Memorial Arena      |                                |            |
| 9 luglio 2004     | Tampa                | Stati Uniti d'America | St. Pete Times Forum                      |                                |            |
| 10 luglio 2004    | Miami                | Stati Uniti d'America | Office Depot Center                       |                                |            |